# Gammarus
Gammarus – rodzaj obunogów z grupy kiełży obejmujący kilkadziesiąt gatunków słodko- i słonowodnych. Skorupiaki z tego rodzaju dorastają do około 2 cm długości. Mają charakterystyczne bocznie spłaszczone ciało, w którym wyróżnić można głowę, tułów i odwłok. Na tułowiu znajdują się odnóża, dzięki którym zwierzę porusza się w wodzie pływając lub pełzając wśród roślin i kamieni. 
Występują w strumieniach, rzekach, jeziorach i naturalnych źródłach. W źródłach najchętniej przebywają wśród roślin (np. mchy) i w miejscach, gdzie gromadzi się dużo martwej materii organicznej.
W Polsce występują:
- Gammarus marinus – kiełż morski
- Gammarus pulex – kiełż zdrojowy
- Gammarus tigrinus – kiełż tygrysi
- Gammarus varsoviensis